# Chiropractic & Manual Therapies
Chiropractic & Manual Therapies é uma revista médica publicada online pela BioMed Central. É o jornal oficial da faculdade de Quiropraxia e Osteopatia da Australásia. 